# Salgueirais
Salgueirais é uma povoação portuguesa do Município de Celorico da Beira que foi sede da extinta Freguesia de Salgueirais, freguesia que tinha 9,14 km² de área e 114 habitantes (2011), e, por isso, uma densidade populacional de 12,5 hab/km².
A Freguesia de Salgueirais foi extinta em 2013, no âmbito de uma reforma administrativa nacional, tendo sido agregada às freguesias de Cortiçô da Serra e Vide Entre Vinhas, para formar uma nova freguesia denominada União das Freguesias de Cortiçô da Serra, Vide Entre Vinhas e Salgueirais com a sede em Cortiçô da Serra.
Salgueirais pertence à rede de Aldeias de Montanha.

## População
| Totais e grupos etários | Totais e grupos etários | Totais e grupos etários | Totais e grupos etários | Totais e grupos etários | Totais e grupos etários | Totais e grupos etários | Totais e grupos etários | Totais e grupos etários | Totais e grupos etários | Totais e grupos etários | Totais e grupos etários | Totais e grupos etários | Totais e grupos etários | Totais e grupos etários | Totais e grupos etários |
| ----------------------- | ----------------------- | ----------------------- | ----------------------- | ----------------------- | ----------------------- | ----------------------- | ----------------------- | ----------------------- | ----------------------- | ----------------------- | ----------------------- | ----------------------- | ----------------------- | ----------------------- | ----------------------- |
|                         | 1864                    | 1878                    | 1890                    | 1900                    | 1911                    | 1920                    | 1930                    | 1940                    | 1950                    | 1960                    | 1970                    | 1981                    | 1991                    | 2001                    | 2011                    |
|                         | 403                     | 462                     | 514                     | 502                     | 469                     | 456                     | 439                     | 484                     | 529                     | 422                     | 312                     | 195                     | 192                     | 156                     | 114                     |
| i)                      |                         |                         |                         |                         |                         |                         |                         |                         |                         |                         |                         |                         |                         | 13                      | 14                      |
| ii)                     |                         |                         |                         |                         |                         |                         |                         |                         |                         |                         |                         |                         |                         | 20                      | 8                       |
| iii)                    |                         |                         |                         |                         |                         |                         |                         |                         |                         |                         |                         |                         |                         | 59                      | 58                      |
| iv)                     |                         |                         |                         |                         |                         |                         |                         |                         |                         |                         |                         |                         |                         | 64                      | 34                      |

```
i)
 0 aos 14 anos;
 ii)
 15 aos 24 anos; 
iii)
 25 aos 64 anos; 
iv)
 65 e mais anos	
```

## História
Está rodeada pelas povoações de Prados, Linhares, Mesquitela, Cortiçô da Serra e Vide Entre Vinhas.
Situada na parte montanhosa do município, na extremidade da Serra da Estrela, dista 11 km da sede do concelho. Em termos rodoviários é servida pelas estradas municipais 555 e 553, permitindo ligações fáceis com Prados, Linhares, Cortiçô da Serra e Vide Entre Vinhas.
Freguesia pertencente ao extinto concelho de Linhares até 1855, após o que passou para o actual concelho (município na denominação atual), é constituída unicamente pela povoação de Salgueirais. O seu nome advém da grande abundância de Salgueiros, árvore que existia antigamente no lugar e em seu redor.
Também Salgueirais foi vítima da emigração, que, deixando para trás os menos jovens, tem contribuído de certa forma para a apatia no desenvolvimento da aldeia.
Terra de agricultores e pastores, a batata, a oliveira e o queijo da Serra da Estrela, dão o alimento à maior parte das famílias da localidade.
A floresta é nesta povoação ocupada essencialmente por castanheiro e pinheiro e são os baldios da Junta de Freguesia que absorvem grande parte do território florestal.
Salgueirais pode oferecer ao visitante um cenário de representação da vida rural, observável nas suas casas, nos seus habitantes, culturas e tradições.
O largo da aldeia, perto da igreja, mostra um conjunto harmonioso de edifícios bem recuperados, entre os quais sobressai o da sede da Junta de freguesia.
A Barragem de Salgueirais é também outro ponto turístico, a não perder pela beleza que encerra, com a encosta da Serra da Estrela a servir de pano de fundo e ao cimo, já na freguesia de Prados, o local da Penha de Prados. Locais aprazíveis para refrescar os corpos e relaxar as mentes de qualquer mortal num dia tórrido de Verão.

## Actividades Económicas
A agricultura de montanha está intimamente ligada á produção de Queijo Serra da Estrela. O queijo é o ex-ilibris dos queijos nacionais. Apreciado a nível nacional e internacional, este queijo é produzido na região de marcada do Queijo da Serra da Estrela, onde se enquadra Salgueirais.
A ovelha de raça Bordaleira da Serra da Estrela é vital para a produção do leite que irá dar origem ao queijo artesanal de ovelha. Ainda hoje se podem observar no povoado rebanhos de ovelhas e provar o delicioso queijo, saído directamente das queijarias artesanais.
Para além do queijo, que era e é uma fonte de rendimento e de alimentação, ainda se produzia exclusivamente para consumo caseiro o requeijão. O requeijão resulta do aproveitamento do soro, isto é, o excedente que escoa do acincho durante a feitura do queijo. Depois é fervido obtendo-se a massa pastosa, que é dada a sua forma característica, depois de comprimida em açafates.
Apesar de antigamente, este produto se destinar a consumo caseiro, hoje em dia, conquistou o seu lugar no mercado de produtos alimentares, sendo já bastante apreciado como sobremesa.

## Património
- Igreja Matriz da Nossa Senhora das Neves;
- Capela de Nossa Senhora do Ouvido;
- Museu Escola de Salgueirais;
- Alminhas;
- Casa dos Saraivas[4];
- Moinhos;

## Pontos de interesse
- Barragem da Póvoa;
- Soutos de Salgueirais;
- Bosque de Carvalho-Negral de Assenhas[5].